# 아디티야 1세
아디티야 1세(타밀어: ஆதித்த ௧, 839년 ~ 907년)는 비자얄라야의 아들로 촐라 제국의 제2대 황제이다. 팔라바 왕국을 정복하고 서강가 왕국과 콩구나두를 점령하며 촐라 제국의 기틀을 다졌다. 그의 뒤는 장남 파란타카 1세가 이었다.